# هوشنگ کاووسی
امیر هوشنگ کاووسی (۷ خرداد ۱۳۰۱ − ۲ فروردین ۱۳۹۲) کارگردان، نویسنده و منتقد سینما بود. از کاووسی به عنوان بنیان‌گذار نقد تحلیلی سینما در ایران یاد می‌شود.

## زندگی
هوشنگ کاووسی در سال ۱۳۰۱ در یک خانواده نظامی در تهران به دنیا آمد. علاقه او به سینما در هشت − نه سالگی پیدا شد، زمانی که فیلم‌ها صامت بود و رادیو و تلویزیون نیز وجود نداشت. او نمایش نخستین فیلم ناطق سینمای ایران دختر لر را در سال ۱۳۱۲ به یاد داشت. کاووسی دبستان و نیمی از دبیرستان را در مدرسه نظام گذراند و سپس در سال ۱۳۲۵ برای تحصیل در رشته حقوق و علوم سیاسی به فرانسه رفت. در فرانسه به دلیل علاقه به سینما رشته حقوق را رها کرد و با راهنمایی یکی از دوستان‌اش وارد رشته فیلم‌سازی شد و ادامه تحصیلات خود را در مدرسه عالی آموزش سینماتوگرافی ایدک از سر گرفت. پس از سه سال تحصیل در رشته تهیه‌کنندگی و فیلم‌سازی فارغ‌التحصیل شد. وی سپس وارد دانشکده ادبیات سوربن شد و در مقطع دکترای رشته فیلمولوژی به تحصیل پرداخت. رشته‌ای که به گفته کاووسی ربطی به تکنیک سینما نداشت بلکه دربارهٔ جامعه‌شناسی سینما بود. وی زمان تحصیل در فرانسه برنامه زبان فارسی را در رادیو پاریس بنیان نهاد. پس از بازگشت به ایران فعالیت سینمایی را با کارگردانی ناتمام فیلم ماجرای زندگی در سال ۱۳۳۳ آغاز کرد.

### ورود به سینما
پس از دو سال تحصیل در دانشکده حقوق پاریس و مدرسهٔ عالی علوم سیاسی در فرانسه، هوشنگ کاووسی که از وجود مدرسه عالی آموزش فنون سینمایی (به فرانسوی: Institut des hautes études cinématographiques) (به اختصار: IDHEC) آگاه بود، مصمم شد تا در این رشته به تحصیل بپردازد. برای تغییر رشته دو اشکال بزرگ بر سر راه او قرار داشت. نخست باید مقامات فرهنگی ایران را راضی می‌کرد تا با تحصیل او در رشته تازه موافقت کنند و فروش ارز تحصیلی به خانواده او را برای تأمین هزینه تحصیل متوقف نکنند، و مشکل دوم جلب رضایت همین والدین بود. مشکل دوم بزرگ‌تر بود. او برای جلب رضایت پدر در ابتدا نامه‌ای نوشت و توضیح داد که در حاشیه آموزش سینما، به تحصیل حقوق هم ادامه خواهد داد. هرچند که بعدها وقت چندانی برای تحصیل هم‌زمان در حقوق برای او باقی نماند و به جای آن قول داد که پس از پایان تحصیل در سینما، ادبیات فرانسه را بخواند که چنین نیز کرد.
در نهایت کاووسی وارد مدرسه عالی IDHEC شد. مدرسه‌ای که در دوران اشغال فرانسه توسط آلمان‌ها، توسط مارسل لربیه در شهر نیس در بخش غیراشغالی فرانسه گشایش یافته بود. هوشنگ کاووسی نخستین دانشجوی ایرانی این مدرسه بود. پس از پایان تحصیلات در رشته فیلم‌سازی در IDHEC، به کارآموزی در استودیوهای پاریس با فیلم‌سازان نامداری چون کلود اوتان-لارا، ژان-پل لو شانوا، ژان لاویرون و کریستین ژاک رو آورد و در کنار آن در دانشکده ادبیات سوربن به تحصیل پرداخت. در این زمان بود که در ایران موسسه‌ای به نام میترا فیلم که بعدها نام‌اش را به پارس فیلم تغییر داد، توسط اسماعیل کوشان تأسیس شد و به ساخت فیلم، و دوبله و نمایش فیلم‌های خارجی پرداخت. پیش از آن و در دوران جنگ جهانی دوم که نه تلویزیون وجود داشت و نه رادیو همه‌گیر بود، فیلم‌های خبری از میدان جنگ و سیاست از آلمان و انگلیس به تهران می‌رسید و مردم برای آگاهی یافتن از رویدادهای جنگ به سینما می‌رفتند. این اقبال همگانی به سینما بازرگانان و سرمایه‌داران صنایع دیگر را به سوی سینما کشاند. در تهران و شهرستان‌ها سالن‌هایی ساخته شد. شوروی و آمریکا هم فیلم‌هایی آوردند و نمایش فیلم‌های خارجی رونق یافت. از این زمان نشریه‌ها و مجله‌های ایران شروع به چاپ مطالبی در مورد فیلم و سینما کردند. مطالب سینمایی مطبوعات در ابتدا از نام بازیگران و اطلاعات کلی فیلم فراتر نمی‌رفت و خبری از نقد فیلم و حضور نقدنویسان در روزنامه‌ها نبود.
به گفته کاووسی در آن زمان تحصیل آکادمیک فیلم‌سازی و سینما در ایران کاری بیهوده شمرده می‌شد. این نگاه در بازگشت او به ایران هم نزد مسئولان وجود داشت. بازیگران و کارگردانان فیلم‌های ایرانی عموماً از تئاتر می‌آمدند و آپارات‌چی هم فیلم را برمی‌داشت. در این فرایند فیلم‌سازی، حضور هوشنگ کاووسی که منتقد جریان موجود بود، مزاحم تشخیص داده می‌شد.

### بازگشت به ایران
هوشنگ کاووسی و دکتر کوشان پس از مکاتباتی که با هم داشتند، در فرانسه با یکدیگر دیدار کردند. کوشان از کاووسی خواست که پس از پایان تحصیل حتماً به ایران بازگردد. کاووسی با دیدن عکس‌هایی از دو فیلم کوشان زندان امیر و توفان زندگی گمان می‌کند که در ایران سینمای باارزشی در حال تولید است. با این امید و انگیزه، کاووسی در بازگشت به ایران در سال ۱۳۳۲، به استودیو پارس فیلم (محل کنونی سینما عصر جدید) می‌رود. مدیر پارس فیلم به او پیشنهاد ساخت فیلمی بر اساس داستان یوسف و زلیخا را می‌دهد و قراردادی نیز امضا می‌شود. کاووسی بنا به آموخته‌های خود در سینما به کار مشغول شد. او برای نوشتن فیلم‌نامه به مطالعه داستان‌های مذهبی، روایات و اشعار پرداخت و تصمیم گرفت که میزانسن و صحنه‌پردازی‌ها بر اساس تصاویر مذهبی طراحی شود. برای ساخت موسیقی متن فیلم، سازهای نی و چنگ را در نظر گرفت. او برای جزئیات فیلم نیز طرح‌هایی در ذهن داشت. مثلاً در عنوان‌بندی نوشته‌های فارسی شبیه هیروگلیف خط مصریان باستان تحریر شود. اما اختلاف نظرها خیلی زود بروز یافت و مجال ادامه کار را گرفت. برای نمونه، استودیو بدون هماهنگی با کاووسی آهنگ‌سازی موزیک فیلم را به مجید وفادار سپرده بود و موسیقی‌ای ساخته شده بود که از طرح کلی و نگرش کارگردان دور بود. اختلاف نظرهایی از این دست در موارد دیگر نیز وجود داشت و در نهایت این همکاری به شکست انجامید.
دلیل عمده‌ای که از طرف استودیوهای فیلم‌سازی برای توجیه نحوه تولید سینمایی بیان می‌شد، کمبود امکانات فیلم‌سازی در ایران برای ساخت فیلم استاندارد بود. دلیلی که برای هوشنگ کاووسی قابل پذیرش نبود چرا که به‌طور مثال در همان سال‌ها، با وسایل و امکاناتی کم‌تر و ناچیزتر از آنچه در ایران وجود داشت، آثار ممتازی در ایتالیا ساخته می‌شد. اختلاف نظر میان کوشان و کاووسی نیز از همین‌جا ریشه می‌گرفت. کوشان معتقد بود که کاووسی باید با فیلم‌های رایج آن روزگار که از اقبال عمومی هم برخوردار بود شروع می‌کرد و بعد که سرمایه‌ای می‌اندوخت، به کارهای بهتر می‌پرداخت. اما کاووسی عقیده داشت در حد امکانات و تا جای ممکن باید اصالت سینما را حفظ کرد و از طرفی اگر تهیه‌کننده و کارگردان به درآمدهای آسان معتاد شود، دیگر به دنبال کارهای سخت و فیلم‌های استاندارد نخواهد رفت.

### آغاز نقدنویسی
با مشکلات و موانعی که بر سر راه فعالیت سینمایی هوشنگ کاووسی در ایران به وجود آمد، او متوجه شد که همکاری با دستگاه سینمایی موجود عملی نیست. چرا که تماشاگران فیلم‌های بومی را نیز آدم‌هایی تشکیل می‌دادند که از سوی فیلم‌سازان مشروط بار آمده بودند. به این معنا که در یک چرخه بسته و معیوب، یک داد و ستد سینمایی شکل گرفته بود که در آن فیلم‌ساز ملودرام‌های بی‌ارزش معطر به عشق و فداکاری و فریب و پشیمانی را همراه با آوازهای بی‌هوده به تماشاگر می‌خوراند و مخاطب هم که دست‌آموز شده بود، این نوع فیلم را طلب می‌کرد. کاووسی برای اصلاح وضعیت موجود و آگاهی بخشیدن به مخاطبان سینما، به مطبوعات روی آورد و برای نخستین بار در ایران مسئله نقد تحلیلی را به میان کشید و برای اولین بار از لفظ فیلمفارسی در توصیف فیلم‌های سینمای ایران استفاده کرد.
آغار کار نقدنویسی کاووسی در مجله روشنفکر به صاحب امتیازی رحمت مصطفوی و سردبیری ناصر خدایار بود. نخستین نقد هوشنگ کاووسی بر روی فیلم لغزش نوشته شد. کارگردان این فیلم پیش از آن فیلمی با نام ولگرد ساخته بود و در تبلیغات فیلم نوشته شده بود: «لغزش؛ دومین اثر کارگردان فیلم ولگرد». عنوان نقد هوشنگ کاووسی بر این فیلم نیز چنین بود: «دومین لغزش کارگردان فیلم ولگرد». این نقد با استقبال خوانندگان روبه‌رو شد و گفته شد که یک بحث تحلیلی و فنی سینمایی همراه با طنز در حال تکوین است. این نقدنویسی به دلیل شروع کارگردانی فیلم ماجرای زندگی برای مدتی ادامه نیافت.
پس از انقلاب و تا پایان حیات نقدهای متعددی از وی در ماهنامه سینمایی فیلم منتشر شده است.

### فیلم‌سازی

#### ماجرای زندگی
در سال ۱۳۳۳ پیشنهاد ساخت فیلم ماجرای زندگی از سوی مؤسسه دیانا فیلم به کاووسی داده شد. محل این مؤسسه در طبقه بالای سینما دیانا (سینما سپیده کنونی) بود و از نظر امکانات و وسواس کاری شرایط بهتری نسبت به پارس فیلم داشت. در ابتدا فیلم‌نامه‌ای به کاووسی داده شد که از یک فیلم خارجی برداشته شده بود. او سناریو را دگرگون کرد و پیام دیگری را در آن گنجاند. صاحبان استودیو سناریو را پذیرفتند اما مشکلات دیگر هنوز پابرجا بود. برای نمونه ۱۷ آواز مبتذل در فیلم پیش‌بینی شده بود که چنین چیزی از نظر کاووسی نمی‌توانست عملی شود. این موارد به همراه دیگر دخالت‌هایی که از بیرون صورت می‌گرفت، باعث شد تا کاووسی پس از تصویربرداری نیمی از فیلم، ناگزیر به رها کردن ادامه کار شود. بعد از کناره‌گیری کاووسی، این فیلم را نصرت‌الله محتشم به پایان رساند.

#### هفده روز به اعدام
پس از کارگردانی ناتمام فیلم ماجرای زندگی، کاووسی به کار روزنامه‌نگاری بازگشت و به مجله نوبنیاد فردوسی برای نوشتن نقد و تفسیر فیلم دعوت شد. مدتی بعد از سوی مؤسسه عصر طلایی»به او پیشنهاد ساخت فیلم هفده روز به اعدام داده شد. فیلم‌نامه هفده روز به اعدام توسط مدیر مؤسسه عصر طلایی از یک رمان پلیسی آمریکایی اقتباس شده بود. کاووسی تغییراتی را در فیلم‌نامه انجام داد و آن را جلوی دوربین برد. در هنگام ساخت این فیلم دست‌اندازی کم‌تری نسبت به فیلم‌های پیشین که او شروع کرده بود، صورت گرفت و او توانست نخستین فیلم بلند خود را تا انتها کارگردانی کند. هر چند که سرمایه‌گذاران این فیلم نیز صحنه‌هایی را که در سینمای آن روز ایران رایج بود به فیلم افزودند. این دخل و تصرف در فیلم هوشنگ کاووسی را بر آن داشت تا در مطبوعات اعلام کند که آن صحنه‌ها از او نیست. این فیلم در سال ۱۳۳۵ اکران شد.
پس از هفده روز به اعدام دو فیلم‌نامه دیگر از طرف پارس فیلم و عصر طلایی به کاووسی پیشنهاد شد که او هر دو را رد کرد. این سناریوها نیز در قالب فیلم‌های رایج زمانهٔ خود بودند و کاووسی پس از خواندن آن‌ها به این نتیجه رسید که قابل اصلاح نیستند. هر چند که دیگران آن‌ها را ساختند.

#### وقتی که آفتاب غروب می‌کند
در سال ۱۳۳۸ کاووسی از سوی سازمان ری فیلم برای ساختن فیلمی دعوت به همکاری شد. از او خواسته شد فیلمی بر پایه رمان کارمن اثر پروسپه مریمه بسازد. داستان کارمن که ماجرای کولی به همین نام بود در منطقه آندلس در جنوب اسپانیا می‌گذشت، با این‌حال قابلیت انطباق در زمان‌ها و مکان‌های دیگر را داشت. نمونه آن کارمن جونز ساخته اتو پرمینگر در سال ۱۹۵۴ بود که ماجرای آن در میان سربازان آمریکایی در جنگ کره روایت می‌شد و قهرمان آن سیاه‌پوستان بودند. فیلم‌نامه‌ای که هوشنگ کاووسی بر پایه این داستان نوشت وقتی که آفتاب غروب می‌کند نام داشت که در آن؛ کارمن «لاله» و دون خوزه «محمود» نام داشتند. پایان فیلم‌نامه شباهتی به کارمن مریمه نداشت هرچند که خمیرمایه داستان همان بود و در میان کولی‌ها می‌گذشت. دستگاه سانسور در بررسی فیلم‌نامه اعلام کرد که محمود نمی‌تواند مأمور ژاندارم باشد و ناگزیر شخصیت محمود در فیلم دهدار معرفی شد. از آن‌جا که فیلم رنگی بود و در سال ۱۳۳۸ لابراتوار رنگی در ایران نبود، نگاتیو را برای ظهور و چاپ به شرکت آرنولد اند ریشتر در مونیخ که سازنده دوربین آریفلکس بود، فرستادند. سرهنگ شب‌پره تهیه‌کننده فیلم که افسر ارتش بود، در میانه‌های کار با ارتش مشکلاتی پیدا کرد و نتوانست هزینه فیلم را تأمین کند. در نتیجه فیلم ناتمام ماند.

#### خانه کنار دریا
مشکلات کار کردن با تهیه‌کنندگان آن دوره سینما باعث شد تا هوشنگ کاووسی دیگر تمایلی برای همکاری با تهیه‌کنندگان و فیلم‌سازی برای دیگران نداشته باشد. او به این نتیجه رسیده بود که اگر خود تهیه‌کنندگی فیلم‌اش را بر عهده گیرد، از مشکلاتی که برای فیلم‌های گذشته‌اش ایجاد شده بود رهایی می‌یابد؛ بنابراین ساخت اثر بعدی خود خانه کنار دریا را خود به همراه برادرش (منوچهر کاووسی) به عنوان تهیه‌کننده مستقل شروع کرد. فیلمی سیاه و سفید با بازیگرانی نه چندان نامی. داستان فیلم سرگذشت مردی شکست‌خورده بود. بخش نخست فیلم در سواحل دریای خزر در زمستان می‌گذشت و بخش دوم در گرمای جنوب ایران. به گفته کاووسی، با وجود این‌که خود تهیه‌کننده و صاحب فیلم بود، به دنبال فروش بالا و به دست آوردن سرمایه‌ای هنگفت از نمایش این فیلم نبود، وگرنه از چهره‌های پول‌ساز آن روز سینمای ایران در فیلم‌اش استفاده می‌کرد.

### مجلّهٔهنر و سینما
هوشنگ کاووسی نقدنویسی و تحلیل فیلم را که از میانه‌های دهه ۱۳۳۰ و پس از بازگشت به ایران آغاز کرده بود، در کنار فعالیت‌های فیلم‌سازی ادامه می‌داد. او در کنار نوشتن نقدهای سینمایی در مجلات معتبر آن سال‌ها هم‌چون مجله فردوسی، خود نیز مجله‌ای را با عنوان هنر و سینما منتشر کرد. هنر و سینما تنها دربردارندهٔ مطالب سینمایی نبود، بل‌که مطالب ادبی، علمی و فنی هم در آن دیده می‌شد. به گفته هوشنگ کاووسی مخاطبان هنر و سینما مردم سینمادوستی بودند که انتظارات دیگری جز دانستن سینما هم داشتند. ظاهر مجله نیز در میان مجلات آن روز در ایران از نظر صفحه‌بندی و کاربرد «سفید» و کلیشه لب‌بر نوآوری‌هایی داشت. نمونه‌های آن در کلاس روزنامه‌نگاری دانشکده علوم ارتباطات نشان داده می‌شد و از کاووسی نیز برای تدریس آشنایی با وسایل ارتباط تصویری دعوت به عمل آمد. افزون بر آن، کاووسی در دانشکده هنرهای دراماتیک که به مدیریت دکتر مهدی فروغ توسط وزارت فرهنگ و هنر گشایش یافته بود، واحدهای سینمایی با گرایش‌های فنی، هنری و تاریخی را تدریس می‌کرد.
آن‌طور که هوشنگ کاووسی گفته‌است، از آن زمان به بعد و با توجه به تجربیات و مشاهداتی که از سینمای مرسوم آن دوره ایران به دست آورده بود، دیگر وسوسهٔ چندانی برای فیلم‌سازی نداشت و عمده توان خود را صرف نقدنویسی، تدریس و ساخت فیلم‌های مستند می‌نمود. ناآشنایی تهیه‌کنندگان با اصول پایه سینما از بزرگ‌ترین موانع ادامه فعالیت او در مقام کارگردان بود. تنها فیلم بلند سینمایی که او در دهه ۱۳۴۰ کارگردانی کرد، خانه کنار دریا بود که خود تهیه‌کنندگی آن را بر عهده داشت.

### سینه کلوب ایران
هوشنگ کاووسی عقیده داشت برای این‌که فیلم خوب در سینمای ایران ساخته شود، باید اول تماشاگر ایرانی را با فرهنگ سینما آشنا کرد و ذائقه او را تغییر داد. برای رسیدن به این منظور، او افزون بر نوشتن مقالات انتقادی و تفسیری، نخستین کلوب سینمایی ایران را با نام سینه کلوب ایران بنیان نهاد. در آن‌جا هر یکشنبه بهترین آثار موجود در انبارهای سینما نمایش داده می‌شد. پیش از نمایش فیلم تفسیری در مورد فیلم ارائه می‌شد و پس از نمایش هم دربارهٔ فیلم گفتگو می‌شد. نشست‌های سینه کلوب به‌طور مرتب با تفسیر و بحث برگزار می‌شد و از نوجوانانی که حضور پیوسته در این نشست‌ها داشتند و بعدها نام‌ها بزرگی شدند، می‌توان به بهرام بیضایی، هژیر داریوش، بهرام ری‌پور، پرویز دوایی و پرویز نوری اشاره کرد.
سینه کلوب ایران در آبان ۱۳۳۸ نخستین فستیوال بین‌المللی فیلم را در ایران برگزار کرد. این جشنواره که در سینما نیاگارا (سینما جمهوری کنونی) برگزار گردید، راهگشای جشنواره‌های بعدی سینمایی از جمله جشنواره جهانی فیلم تهران شد که توسط وزارت فرهنگ و هنر برگزار می‌شد. کار سینه کلوب ایران پس از برگزاری دوره نخست جشنواره فیلم، بر اثر دخالت‌های مکرر ساواک به تعطیلی انجامید.

### مسئولیت‌های سینمایی
پس از تعطیلی سینه کلوب ایران، کاووسی به عنوان مشاور امور سینمایی به اداره کل امور سینمایی کشور دعوت شد. آن هنگام بنا بود پایه نظارت بر ساخت و نمایش فیلم که از وزارت کشور به وزارت فرهنگ و هنر منتقل شده بود، بازنگری گردد و از نو پی‌ریزی شود. کاووسی برای بهبود وضع سالن‌های سینما و روند فیلم‌سازی در ایران پیشنهادهایی داشت که به دلیل ناآگاهی مقام‌های تصمیم‌گیرنده از سینما و فیلم‌سازی، نتوانست آن‌ها را جامه عمل بپوشاند. او در این دوره فیلم کوتاهی به سفارش سازمان استاندارد صنعتی ساخت که در کنگره بین‌المللی استاندارد صنعتی مسکو در سال ۱۳۴۴ جایزه دوم را از آن خود کرد. همکاری کاووسی با اداره امور سینمایی کشور ادامه‌دار نبود و اختلاف نظر با مسئولان اجرایی این ارگان، موجب استعفای او شد.
چند ماه بعد از آن، کاووسی از سوی سازمان تلویزیون ملی ایران به عنوان فیلم‌ساز دعوت به کار شد. او سپس تشکیل یک فیلم‌خانه و کتاب‌خانه سینمایی را بر عهده گرفت و خانه فرهنگ فیلم را در رادیو تلویزیون ملی ایران بنیان نهاد. کاووسی در آن‌جا آثار ارزشمند سینمای جهان را گردآوری کرد. او بنا داشت که علاوه بر استفاده از این آثار در برنامه‌های رادیویی و تلویزیونی، از آن‌ها نسخه‌های ویدئویی تهیه کند و در اختیار موسسه‌های آموزش سینما و دبیرستان‌ها قرار دهد، تا شناخت از سینما در سراسر کشور گسترش یابد. این تلاش‌ها به دلایلی نتوانست ادامه پیدا کند.
در این دوره کاووسی ضمن تدریس رشته‌های گوناگون سینما به‌ویژه در دانشکده هنرهای دراماتیک و مدرسه عالی تلویزیون و سینما (دانشکده صدا و سیما) از دوره سوم جشنواره فیلم‌سازان جوان منطقه آسیا و اقیانوسیه (.A.B.U) برای اداره آن دعوت به همکاری شد. در چهار دوره‌ای که او مدیریت آن جشنواره را بر عهده داشت، کوشید تا در حاشیه جشنواره که هر سال در پایان تابستان در شیراز برگزار می‌شد، فیلم‌سازان جوان کشورهای آفریقا و آمریکای لاتین را هم دعوت کند. آخرین دورهٔ جشنواره در شهریور ۱۳۵۶ برگزار شد و کاووسی در پایان این دوره به دلیل مشکلاتی که در اجرای پیشنهادهای او به وجود آمده بود، استعفا داد. پس از آن دوباره به توسعه خانه فرهنگ فیلم پرداخت و اجرای برنامه‌های تلویزیونی و برنامه سینمایی رادیو (هنر هفتم) را ادامه داد.
کاووسی طرح تعدادی فیلم مستند پیرامون جامعه‌شناسی و قوم‌شناسی که تدریس مواد آن‌ها را در دانشکده علوم اجتماعی و تعاون وابسته به دانشگاه تهران بر عهده داشت، فراهم کرد. او پیش از آن و در میانه دهه ۱۳۴۰ فیلم مستند آتش و سنگ را دربارهٔ اجرای طرح خط لوله سراسری گاز از خوزستان به آستارا و از آن‌جا به شوروی کارگردانی کرده بود. این مستند افزون بر گزارش احداث طرح، به زندگی مردم در حاشیه خط لوله نیز می‌پرداخت.

## نقد فیلم
ابتدای دهه ۱۳۳۰ آغاز نقدنویسی و انتشار مجلات تخصصی سینما در ایران بود. منتقدانی چون هوشنگ کاووسی، فرخ غفاری و هژیر داریوش پیش‌گامان نقدنویسی در این دوره بودند. در این میان هوشنگ کاووسی که به‌تازگی به ایران بازگشته بود در اندک زمانی پرچم جریان مبارزه با سینمای فارسی را به دست گرفت. او با لحنی تند و پرخاشگر همه عناصر سینمای فارسی از فیلم‌نامه و کارگردانی تا بازیگری را به باد انتقاد گرفت و ارزش سینمایی و هنری آن‌ها را زیر سؤال برد.کاووسی از قهرمان پروری از توده ها،نوع داستان پردازی،رقص و آواز بی جهت،نبودن اصول نسبیت در روایت فیلم و پایان های خوش از جنس فیلم های هندی و به دور از منطق سینما گریزان بود.

### پیدایش تعریف فیلمفارسی
واژه «فیلمفارسی» که در این دوره به یکی از مهم‌ترین و کلیدی‌ترین واژه‌های رایج در گفتمان انتقادی فیلم در ایران تبدیل می‌شود، نخستین بار توسط هوشنگ کاووسی در اوایل دهه ۱۳۴۰ استفاده شد و به سرعت به پرکاربردترین اصطلاح غیر ترجمه‌ای ادبیات سینمایی ایران بدل شد. کاووسی برای پافشاری بر ماهیت خاص این واژه و تحمیل معنای مورد نظرش، آن را به شکل سرهم می‌نوشت. او با چسباندن واژه «فیلم» به واژه «فارسی» و خلق واژه ابداعی «فیلمفارسی» به سینمایی اشاره می‌کرد که به زعم او نه فیلم بود و نه فارسی بلکه ملغمه‌ای از این دو بود. کاووسی در این باره گفته‌است: 
«اصولاً مرکب‌نویسی همیشه معنای ثالثی را به‌وجود می‌آورد. مثلاً وقتی می‌گوییم گلاب، این کلمه هم گل است و هم آب. اما جدا نمی‌نویسیم چون می‌شود گل آب. پس این ترکیب یک معنای ثالث است که هم گل است و هم آب ولی در عین حال نه گل است و نه آب. فیلمفارسی هم چنین ترکیبی است: فیلمفارسی هم فیلم بود و هم فارسی اما در عین حال نه فیلم بود و نه فارسی.»
 اشاره کاووسی بیشتر به فیلم های سطح پایین با مضمون جنسی اشاره داشت که به هیچ داستان و ساختاری فقط به دنبال نشان دادن جاذبه جنسی در فیلم بودند . 
کاووسی در توضیح نشانه‌های فیلمفارسی گفته بود:
«آن فیلم‌ها نه فرم داشتند، نه ساختار و نه قصه. اصلاً به همین دلیل به آن‌ها می‌گفتم فیلمفارسی… فرانسوی‌ها به این نوع فیلم‌ها می‌گویند crotte-de-bique یعنی پشکل بز یا اگر بخواهند احترام قائل شوند می‌گویند navet یعنی شلغم.»
همچنین در مقاله‌ای با نام حرف‌های ماقبل آخر تعریف خود از «فیلمفارسی» را روشن‌تر بیان می‌کند:
«می‌گوییم در سینمای کنونی دو دسته فیلم ساخته می‌شود: فیلمفارسی و فیلم ایرانی. فیلمفارسی به آن دسته از آحاد سینمایی گفته می‌شود که در مجموعه تکنیک و ساختمان سینمایی آن و در پرداخت و پیشبرد یک داستان، غلط‌های فاحش دستوری و املایی و انشایی دیده می‌شود؛ بنابراین اگر حدی برای یک نقطه صفر ارزشی در سینما قائل گردیم، این فیلم‌ها به علت تکنیک ناقص بیانی و ساختمان فرمی و مضمونی خود در زیر این حد واقع می‌گردند و به این جهت آن‌ها را «زیرفیلم» می‌نامیم و این اصطلاح از ما نیست بلکه از انگلیسی‌هاست (به انگلیسی: under movies). در ایران این دو نوع سینما کاملاً مشخص است، تماشاگرانش مشخص‌اند، فیلمسازانش مشخص‌اند و نویسندگان آن نیز… پیدایش یک سینمای خوب در کشورهای در حال توسعه، خطری است برای سینمای بی‌ارزش و «زیرفیلمسازی» موجود.»
بر اساس این تعریف و دسته‌بندی، آن دسته از فیلم‌های سینمای ایران که در ساخت آن‌ها از شیوه‌های قراردادی و کلیشه‌ای سینمای تجاری هالیوود و بالیوود استفاده می‌شد، جملگی در رده فیلمفارسی طبقه‌بندی می‌شدند. کاووسی در نقدهای آتشین خود بر این فیلم‌ها، از مخاطبان خود می‌خواست که از دیدن این‌گونه فیلم‌ها پرهیز کنند.
کاووسی جریان سینمایی که از اواخر دهه ۱۳۴۰ آغاز شد و به موج نوی سینمای ایران معروف شد را نیز رد می‌کند و به رسمیت نمی‌شناسد. او عقیده دارد که در سینمای ایران موج کهنه‌ای نبوده که بعد از آن موج نو ایجاد شود. او در همان زمان منتقد فیلم قیصر بود و عقیده داشت آنچه به نام موج نوی سینمای ایران مطرح شده با جریانی که فرانسوا تروفو و دوستان‌اش در فرانسه به راه انداختند فرق دارد.

## فعالیت‌ها
- عضو فعال پیشین مجمع فرانسوی مهندسان و تکنسین‌های سینما
- صاحب امتیاز و مدیر مجله هنر و سینما
- معاون پیشین اداره کل امور سینمایی و رئیس اداره نمایش وزارت فرهنگ و هنر
- دبیرکل جشنواره فیلم فیلم‌سازان آسیا و اقیانوسیه از سال ۱۳۵۳ تا ۱۳۵۷
- کارشناس رسمی سینما در وزارت دادگستری
- مدیریت خانه فرهنگ فیلم
- نماینده ایران در دومین مجمع فیلم‌سازان و نویسندگان سینمایی در پاریس (۱۹۵۶)
- نماینده ایران به عنوان ناظر در هیئت داوران دهمین دوره جشنواره فیلم کن (۱۹۵۷)
- برگردان کتاب‌های داستانی، تاریخی و شعر پارسی به فرانسه
- بنیان نهادن نقد تحلیلی سینما در ایران
- تدریس

## فیلم‌شناسی

### کارگردان
- ماجرای زندگی (۱۳۳۴، ناتمام)
- هفده روز به اعدام (۱۳۳۵)
- وقتی که آفتاب غروب می‌کند (۱۳۳۸، ناتمام)
- خانه کنار دریا (۱۳۴۸)

### نویسنده فیلم‌نامه
- هفده روز به اعدام (۱۳۳۵)
- وقتی که آفتاب غروب می‌کند (۱۳۳۸)
- خانه کنار دریا (۱۳۴۸)

بازیگر
- تار عنکبوت (۱۳۴۲)
- بیتا (۱۳۵۱)

## آثار مستند
هوشنگ کاووسی در زمینه ساخت فیلم‌های مستند نیز فعالیت داشته‌است. در دهه ۱۳۴۰ دو اثر مستند کاووسی جوایزی را برای او به همراه داشت. فیلم مستند سوخت‌گیری هواپیما برنده دیپلم افتخار و فیلم مستند استاندارد صنعتی و تحقیقات علمی رتبه دوم و دیپلم افتخار کنگره استانداردهای مسکو را دریافت کردند. استاندارد صنعتی و تحقیقات علمی مستند کوتاهی بود به مدت ۱۰ دقیقه، رنگی، ۳۵ میلی‌متری که به سفارش سازمان استاندارد صنعتی ایران تهیه شد.
کاووسی همچنین در میانه دهه ۱۳۴۰ مستند بلند آتش و سنگ را برای سازمان رادیو تلویزیون ملی ایران نوشت و کارگردانی کرد. این مستند ۳۵ میلی‌متری و رنگی در مورد اجرای طرح خط لوله گاز از خوزستان به آستارا و زندگی مردم پیرامون این خط لوله بود.
نویسندگی و کارگردانی مستند پالایشگاه تهران از دیگر آثار مستند کاووسی است. بیشتر آثار مستند هوشنگ کاووسی را که به سفارش شرکت ملی نفت ایران ساخته شده‌اند، نقی معصومی تصویربرداری کرده‌است.